# Phasianelle huppée
Reinwardtoena crassirostris
Espèce
Statut de conservation UICN

 NT  : Quasi menacé
La Phasianelle huppée (Reinwardtoena crassirostris) est une espèce de pigeon du genre Macropygia.

## Répartition
Cet oiseau peuple l'archipel des Salomon.

## Habitat
Cette espèce habite les forêts humides tropicales et subtropicales.
Elle est menacée par la perte de son habitat.